# 奇光下的秘密
是一部2017年陶德·海恩斯执导的美国剧情片，编剧布萊恩·賽茲尼克改编自他本人所写的2011年同名小说。由奧克斯·弗格雷、茱莉安·摩爾、蜜雪兒·威廉絲和米莉森·西蒙斯主演。入選第70屆坎城影展正式競賽片。2017年10月20日在美国有限上映。

## 剧情
故事分别发生于1927年和1977年。1927年，Rose (Simmonds)离开新泽西州的家去寻找她的偶像Lillian Mayhew (Moore)。1977年，Ben (Fegley) 在母亲逝世后离开纽约去寻找他失踪的父亲。

## 角色
- 奧克斯·弗格雷 - Ben
- 茱莉安·摩爾 - Lillian Mayhew / Older Rose
- 蜜雪兒·威廉絲 - Elaine
- Millicent Simmonds（英语：Millicent Simmonds） - Rose
- Amy Hargreaves（英语：Amy Hargreaves） - Aunt Jenny
- Morgan Turner - Janet
- Jaden Michael - Jamie
- Raul Torres - Jamie的父亲
- 科里·邁克·史密斯 - Walter
  - Tom Noonan（英语：Tom Noonan） - Older Walter
- James Urbaniak（英语：James Urbaniak） - Dr. Kincaid
- Anthony Natale（英语：Anthony Natale） - Dr. Gill
- Hays Wellford - Greg Coons

## 制作
2016年5月4日开拍，取景地包括纽约州的皮克斯基尔。同年7月3日拍摄完成。

## 評價
《奇光下的秘密》在第70屆坎城影展首映後獲得了三分鐘的起立鼓掌。在爛番茄根據228條評論（155條好評，73條差評），新鮮度68%，平均評分6.7／10。該網站的關鍵共識是：“《奇光下的秘密》在時間線和音調轉換方面的努力並不總是一帆風順，但最終的結果仍然是一段情感之旅，其視覺刺激不負其名”。在Metacritic根據44條評論（35條好評，8條褒貶不一，1條差評），獲得71分（滿分100分），表明“普遍好評”。